# Bruchus affinis
Bruchus affinis là một loài bọ cánh cứng trong họ Bruchidae. Loài này được Froelich miêu tả khoa học năm 1799.

## Hình ảnh

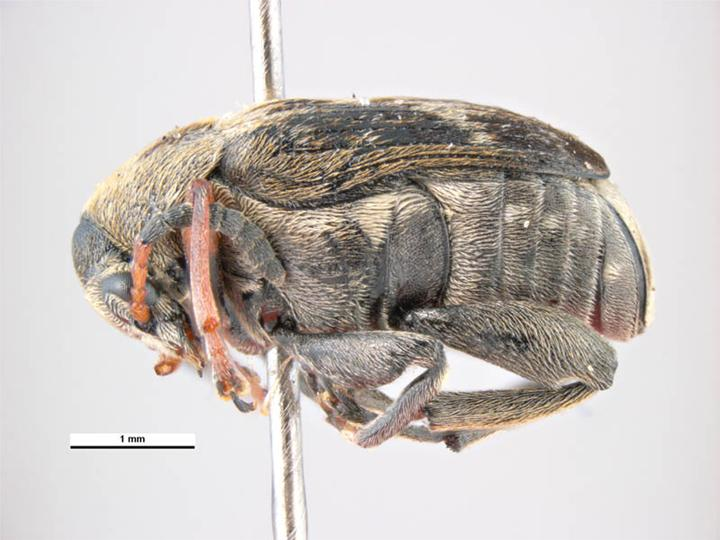